# Villettes
Pour les articles homonymes, voir Villette.
Villettes est une commune française située dans le département de l'Eure, en région Normandie.

## Géographie

### Localisation
|                                   | Venon        |              |
| Ecquetot Saint-Aubin-d'Écrosville | Villettes    | Canappeville |
|                                   | Feuguerolles |              |

### Hydrographie
La commune est située dans le bassin Seine-Normandie. Elle n'est drainée par aucun cours d'eau,. Néanmoins deux plans d'eau sont présents sur le territoire communal : la mare des Vautreaux (0,01 ha) et Mares étienne (0,02 ha),.

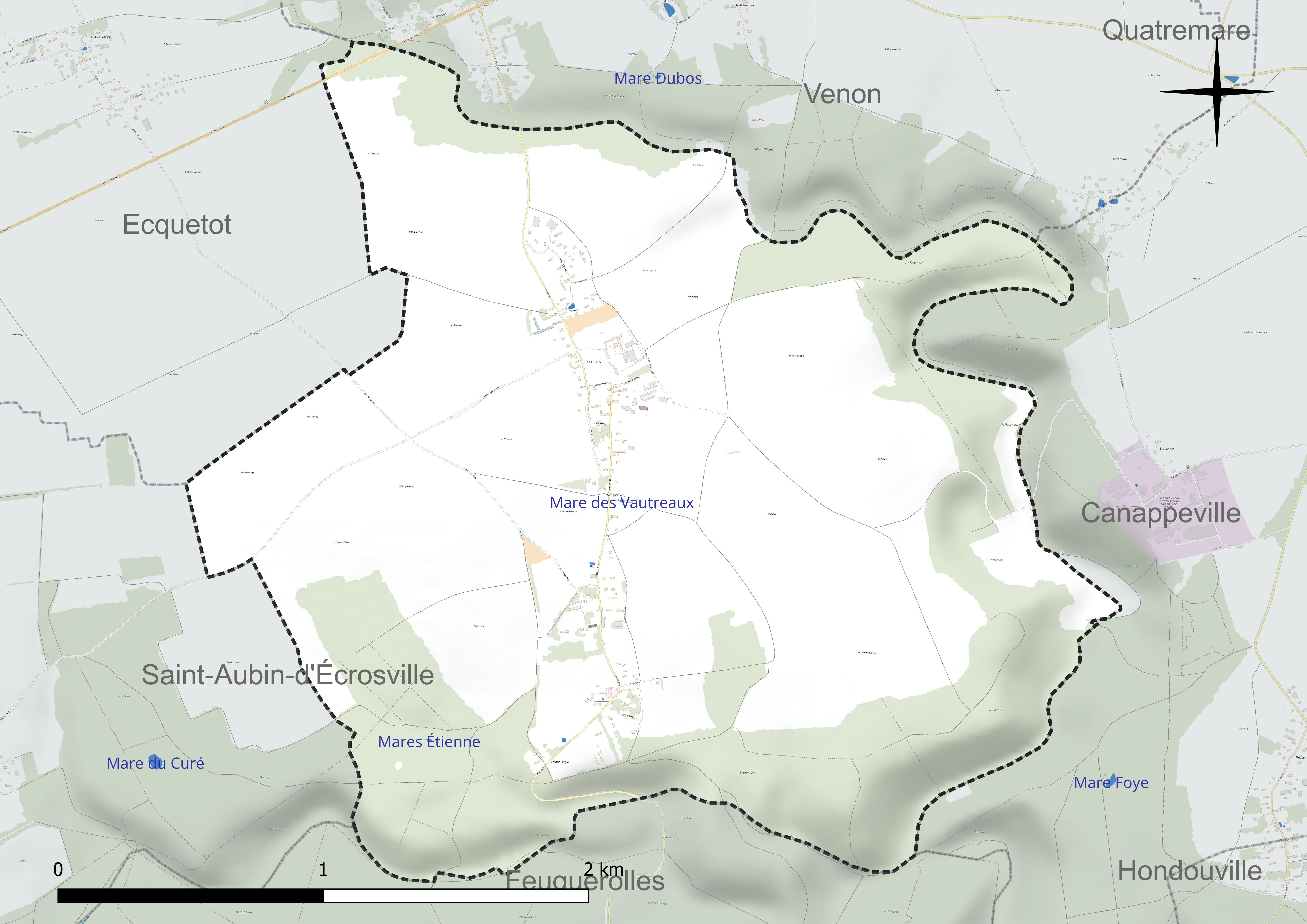
Réseau hydrographique de Villettes.

### Climat
Pour des articles plus généraux, voir Climat de la Normandie et Climat de l'Eure.
En 2010, le climat de la commune est de type climat océanique dégradé des plaines du Centre et du Nord, selon une étude du CNRS s'appuyant sur une série de données couvrant la période 1971-2000. En 2020, Météo-France publie une typologie des climats de la France métropolitaine dans laquelle la commune est exposée à un climat océanique et est dans la région climatique  Côtes de la Manche orientale, caractérisée par un faible ensoleillement (1 550 h/an) ; forte humidité de l’air (plus de 20 h/jour avec humidité relative > 80 % en hiver), vents forts fréquents. Parallèlement le GIEC normand, un groupe régional d’experts sur le climat, différencie quant à lui, dans une étude de 2020, trois grands types de climats pour la région Normandie, nuancés à une échelle plus fine par les facteurs géographiques locaux. La commune est, selon ce zonage, exposée à un « climat des plateaux abrités », correspondant aux plaines agricoles de l’Eure, avec une pluviométrie beaucoup plus faible que dans la plaine de Caen en raison du double effet d’abri provoqué par les collines du Bocage normand et par celles qui s’étendent sur un axe du Pays d'Auge au Perche.
Pour la période 1971-2000, la température annuelle moyenne est de 10,4 °C, avec  une amplitude thermique annuelle de 13,9 °C. Le cumul annuel moyen de précipitations est de 704 mm, avec 11,5 jours de précipitations en janvier et 8 jours en juillet. Pour la période 1991-2020, la température moyenne annuelle observée sur la station météorologique la plus proche, située sur la commune de Louviers à 12 km à vol d'oiseau, est de 11,8 °C et le cumul annuel moyen de précipitations est de 719,5 mm,. Pour l'avenir, les paramètres climatiques de la commune estimés pour 2050 selon différents scénarios d’émission de gaz à effet de serre sont consultables sur un site dédié publié par Météo-France en novembre 2022.

## Urbanisme

### Typologie
Au 1er janvier 2024, Villettes est catégorisée commune rurale à habitat dispersé, selon la nouvelle grille communale de densité à 7 niveaux définie par l'Insee en 2022.
Elle est située hors unité urbaine. Par ailleurs la commune fait partie de l'aire d'attraction de Louviers, dont elle est une commune de la couronne,. Cette aire, qui regroupe 44 communes, est catégorisée dans les aires de 50 000 à moins de 200 000 habitants,.

### Occupation des sols
L'occupation des sols de la commune, telle qu'elle ressort de la base de données européenne d’occupation biophysique des sols Corine Land Cover (CLC), est marquée par l'importance des territoires agricoles (60 % en 2018), en diminution par rapport à 1990 (62,6 %). La répartition détaillée en 2018 est la suivante : 
terres arables (56,1 %), forêts (33,7 %), zones urbanisées (6,4 %), zones agricoles hétérogènes (3,8 %). L'évolution de l’occupation des sols de la commune et de ses infrastructures peut être observée sur les différentes représentations cartographiques du territoire : la carte de Cassini (XVIIIe siècle), la carte d'état-major (1820-1866) et les cartes ou photos aériennes de l'IGN pour la période actuelle (1950 à aujourd'hui).

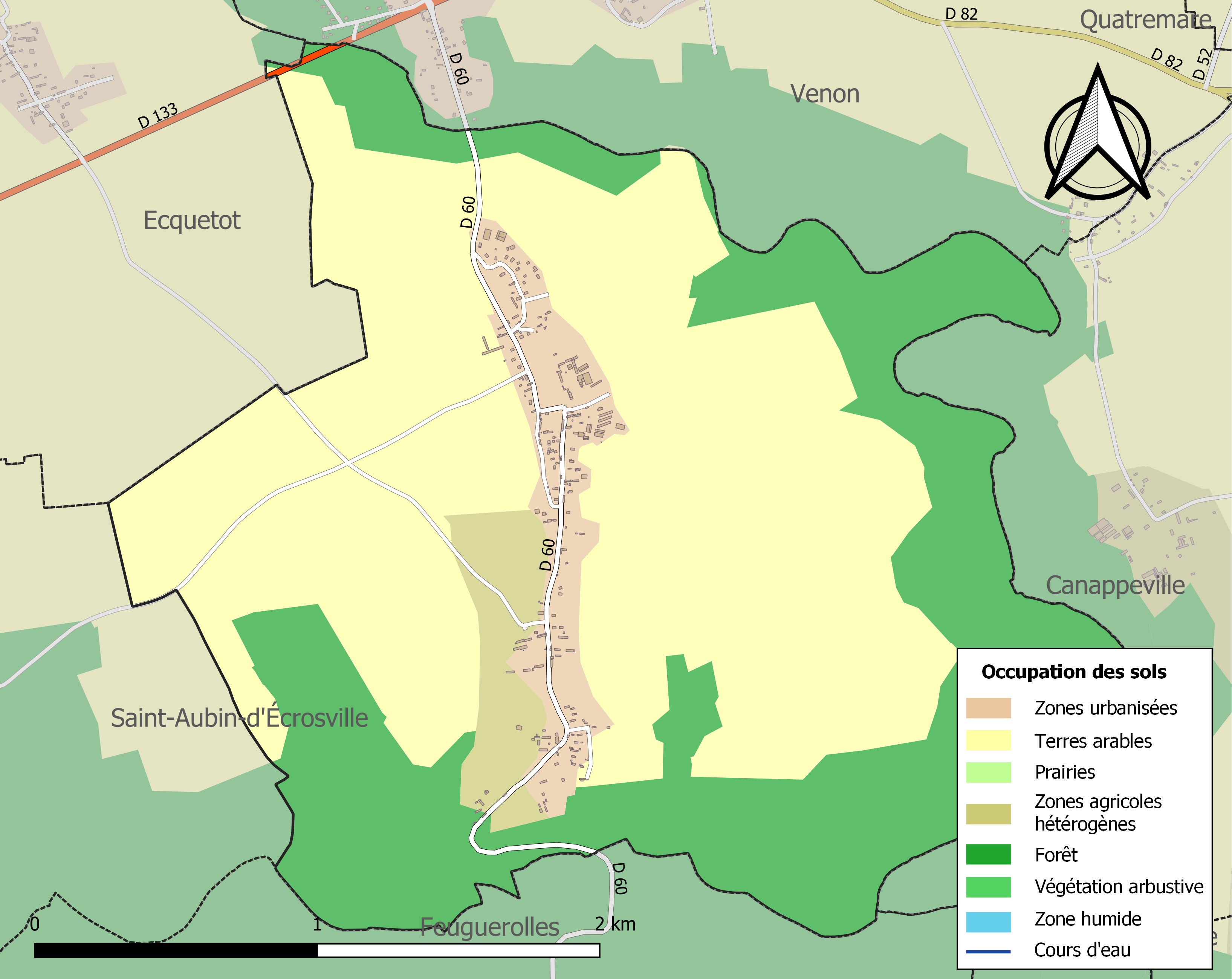
Carte des infrastructures et de l'occupation des sols de la commune en 2018 (CLC).

## Toponymie
Attestée sous la forme Villetes (charte de Saint-Étienne de Renneville) et Villettes en 1212, Veilleites en 1225 (charte de Louis VIII) et en 1285, Viellectes en 1386 (charte de Louis VIII), du nom de lieu Vieilles, situé à environ dix kilomètres, Veillettes en 1454, Villectes en XVe siècle (dén. de la vic. de Conches), Villettes-Criquetot en 1828 (Louis Du Bois).
Le nom de Villette vient du latin villetta diminutif de ville et désigne un « petit domaine », du pluriel de l'oïl « petite maison des champs » ou « très petite ville ».

## Histoire
Criquetot est le principal hameau de Villettes ; c'était un fief, quelquefois séparé, mais le plus souvent uni à la seigneurie de Villettes. Criquetot, dont l'étymologie est typiquement normande, signifie « masure située sur une éminence » (Kerch, en gaulois, signifie hauteur ; Tot, en norrois, signifie maison.) Criquetot voudrait donc dire "Maison de la hauteur" et son origine remonterait du fait de sa toponymie avant la conquête romaine.
L'histoire de la seigneurie de Villettes est racontée dans le Dictionnaire des communes du département de l'Eure :
- En 1204, après la conquête de la Normandie par Philippe II Auguste, la seigneurie de Villettes devint la propriété personnelle du roi.
- En 1222, il l'offrit à son échanson, Thibaud de Chartres pour le récompenser de ses services.
- Au mois d'avril 1225, Louis VIII le Lion donna à Thibaud de Chartres tout ce qu'il possédait à Ectot, Criquetot et Villettes.
- Au XIIIe siècle, les successeurs immédiats de Thibaud de Chartres, furent Odin, Christian, Michel et Raoul de Villettes.
- En 1309, l'abbaye Saint-Ouen de Rouen fut déchargée de l'hommage que le procureur du roi à Beaumont-le-Roger lui demandait à cause de son fief de Criquetot.
- En 1374, la seigneurie de Villettes appartenait à Geoffroy de Bailleul.
- Au début du XVe siècle, la seigneurie passa à la famille Le Roux ; Martin Le Roux, tué à la bataille de Verneuil en 1424, avait en effet épousé Guillemette de Bailleul, dame de Villettes. Leur fils Denis, seigneur de Becdal et de Villettes, devint capitaine de Louviers. Dès lors, la collation de l'église de Villettes revint à la famille Le Roux[21]
- Par lettres royales du 2 juin 1450, il fut ordonné à une famille Godefroy de réparer les moulins et bâtiments des terres de Criquetot et Villettes qu'elle avait eus à vil prix pendant l'occupation anglaise, lesdites terres et réparation allant au profit de Louis de Fontaines, écuyer du dauphin Louis, qui avait dû quitter ce pays pour garder sa fidélité au roi.
- Le 26 janvier 1455, Guillaume Le Roux rendit aveu pour le fief de Villettes ; il épousa Alison du Fay, qui lui donna Guillaume Le Roux II, seigneur de Villettes, deuxième du nom. Ce dernier rendit aveu au roi Louis XI le 22 février 1483. Cependant, Guillaume Le Roux II perdit la seigneurie de Villettes en 1493. Celle-ci fut attribuée à Guillaume de Fontaines, seigneur de Criquetot. La famille Le Roux conserva néanmoins la seigneurie.
- En 1469, La monstre de la noblesse cite Louis de Fontaines, seigneur de Criquetot, « estant en la court du Roy ».
- En 1493, il y eut contestation au sujet du droit de patronage entre Guillaume de Fontaines, écuyer, seigneur de Criquetot, et Guillaume Le Roux, écuyer, seigneur de Villettes. Ce fut le droit de Guillaume de Fontaines qui prévalut.
- En 1547, Nicolas Le Roux, abbé du Val-Richer, était seigneur de Saint-Aubin et de Villettes.
- Le 25 janvier 1576, Robert Le Roux, fils de Claude le Roux et de Jeanne de Chalenge, seigneur de Becdal, de Villettes et de Tilly, conseiller au Parlement, épousa en secondes noces Barbe Guiffart, dame des Nonettes, dont il n'eut qu'un fils unique nommé également Robert.
- Le 18 mai 1609, Robert Le Roux II rendit aveu au roi Henri IV du fief de Villettes. Il avait épousé le 20 novembre 1599, Marie de Bellièvre ; il mourut conseiller au Parlement en 1638.
- Robert Le Roux III, chevalier, vidame de Normandie, baron d'Esneval, seigneur de Tilly et de Villettes était en 1665 conseiller du roi Louis XIV en son grand conseil. Il était en 1708, président à mortier au Parlement.
- La famille Le Roux conserva la seigneurie de Villettes jusqu'à la Révolution française. Pierre Robert Le Roux d'Esneval, président à mortier au Parlement de Normandie finança la construction et l'entretien d'une école de filles à Villettes ainsi que la reconstruction du chœur de l'église Saint-Germain.

Il existait à Villettes au Moyen Âge un château fort dont il reste aujourd'hui une ferme fortifiée nommée le Manoir ; celle-ci en possède encore une tour authentique.

## Politique et administration
| Période                                  | Période   | Identité      | Étiquette | Qualité  |
| ---------------------------------------- | --------- | ------------- | --------- | -------- |
| mars 1983                                | mars 2001 | Albert Bréant |           |          |
| mars 2001                                | En cours  | Guy Raimbourg | DVD       | Retraité |
| Les données manquantes sont à compléter. |           |               |           |          |

## Démographie
| 1793 | 1800 | 1806 | 1821 | 1831 | 1836 | 1841 | 1846 | 1851 |
| ---- | ---- | ---- | ---- | ---- | ---- | ---- | ---- | ---- |
| 341  | 356  | 348  | 313  | 306  | 291  | 265  | 277  | 270  |

| 1856 | 1861 | 1866 | 1872 | 1876 | 1881 | 1886 | 1891 | 1896 |
| ---- | ---- | ---- | ---- | ---- | ---- | ---- | ---- | ---- |
| 245  | 233  | 220  | 212  | 193  | 164  | 162  | 165  | 162  |

| 1901 | 1906 | 1911 | 1921 | 1926 | 1931 | 1936 | 1946 | 1954 |
| ---- | ---- | ---- | ---- | ---- | ---- | ---- | ---- | ---- |
| 151  | 139  | 140  | 163  | 145  | 133  | 144  | 140  | 118  |

| 1962 | 1968 | 1975 | 1982 | 1990 | 1999 | 2006 | 2011 | 2016 |
| ---- | ---- | ---- | ---- | ---- | ---- | ---- | ---- | ---- |
| 107  | 101  | 82   | 91   | 124  | 125  | 167  | 179  | 175  |

| 2021 | 2022 | - | - | - | - | - | - | - |
| ---- | ---- | - | - | - | - | - | - | - |
| 167  | 169  | - | - | - | - | - | - | - |

## Lieux et monuments
L'église Saint-Germain
L'église de Villettes est dédiée à saint Germain. Sans parvis ni place arborée, l'église combine un extérieur austère et un intérieur typique par son architecture et son décor du style Louis XVI sans équivalent dans les églises du département de l'Eure hormis l'église Saint-Julien de Bois-Normand-près-Lyre. Le bâtiment succède à une ancienne église dont il ne reste rien.
L'ancienne église
- Au XVIe siècle, l'ancienne église fit l'objet de nombreux travaux financés par les paroissiens et répertoriés dans les archives de la fabrique de Villettes[27] : achat en 1609 d'une image de sainte Anne faite à Évreux pour vingt-et-une livre tournois ; en 1611, achat d'une « aulne et demi de velours noir pour refaire et réparer les tuniques de l'église » ; en 1616, achat  d'un nouveau calice et du missel diocésain ; en 1634, achat pour douze livres d'un tabernacle ; en 1635, construction du nouveau portail ; en 1636, reconstruction du beffroi et du clocher ; en 1637 et 1638, travaux de restauration de l'ensemble de l'édifice. Au-delà de l'entretien du bâtiment, c'est au soin des âmes qu'étaient destinées les dépenses, avec l'accroissement à partir de 1620 de l'appel à un prêtre extérieur pour des prédications exceptionnelles pendant le Carême, à l'Ascension, à la Trinité, à la Fête-Dieu ou lors de la fête patronale de l'église.
- Au XVIIe siècle, l'entretien fut poursuivi[28] : en 1727, commande de deux nouvelles cloches ; en 1733, commande deux portes de fer pour clôturer le cimetière.

L'église actuelle

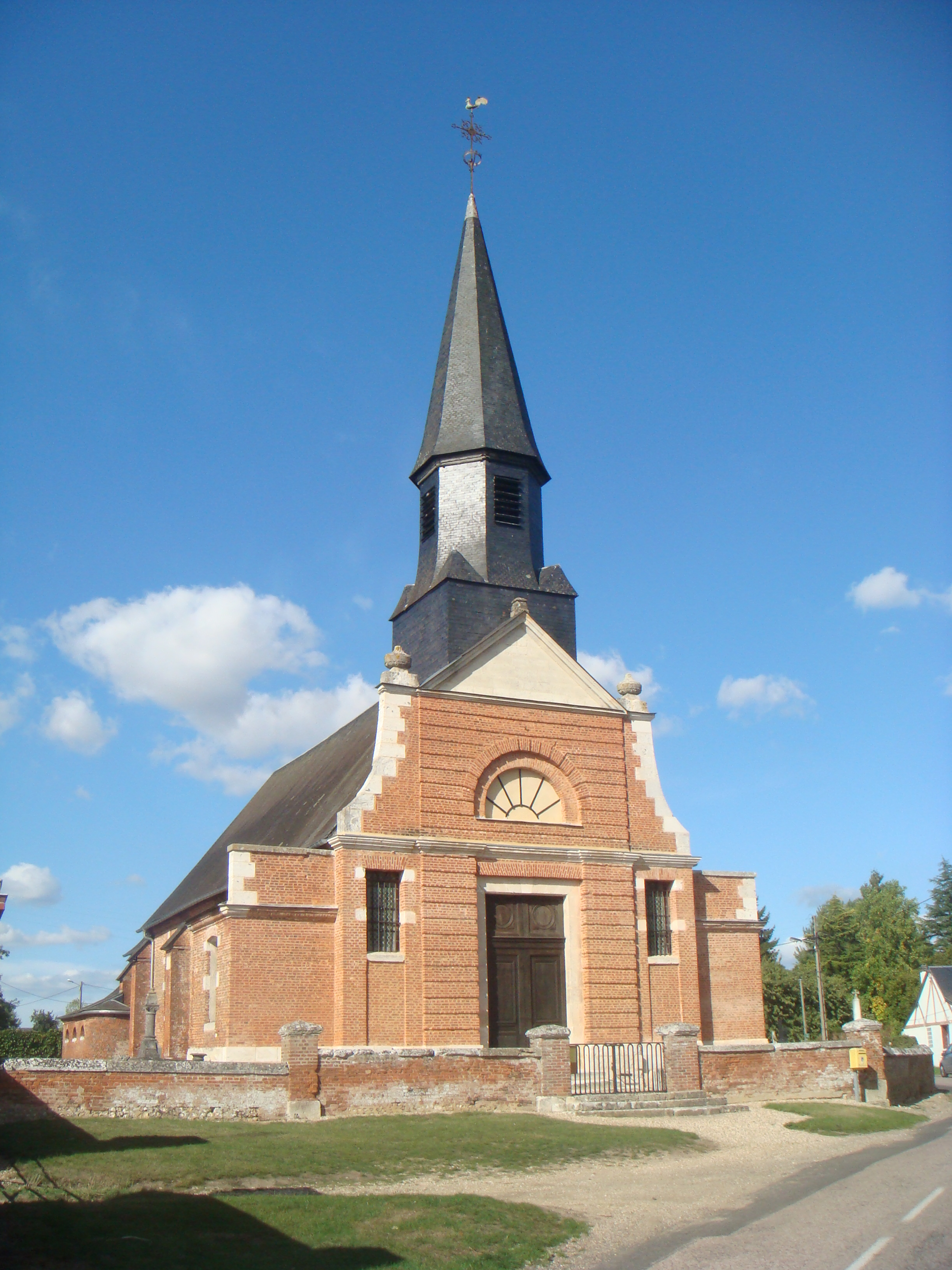
L'église Saint-Germain de Villettes.

- À la fin du règne de Louis XVI, l'église fut entièrement reconstruite, sous l'égide de Pierre-Robert Le Roux d'Esneval (1714-1788), baron d'Acquigny, marquis de Grémonville et président à mortier au parlement de Rouen. Fervent catholique, disposant de son chapelain personnel, affilié à la réforme cistercienne de la Trappe de Soligny, ami intime de Pierre-Jules-César de Rochechouart, évêque d'Évreux, fondateur  des petits collège de Pavilly et Grémonville en Seine-Maritime, bienfaiteur de l'école de filles de Villettes[Note 4],[29], celui qu'il est convenu d'appeler le « Président d'Acquigny » mena une vaste campagne de reconstruction et de décoration des églises dont il était le patron laïc comme celles de Pavilly, Grémonville, Bois-Normand-près-Lyre, Acquigny[30]. Pour financer la reconstruction de l'église, le curé Foulon engagea sa paroisse à participer à l'emprunt de trente millions de livres que le clergé de France avait lancé en 1780 au titre du don gratuit, en constituant une rente de mille livres[31]. Comme collateur du bénéfice curial, le « Président d'Acquigny » finança la reconstruction du chœur. La première pierre posée le 15 avril 1784, le grand archidiacre et vicaire général du diocèse d'Évreux vint le 25 octobre 1784 bénir les travaux de l'église nouvellement édifiée « sous les auspices et par les libéralités » du Président d'Acquigny. L'église fut consacrée le 27 août 1786 par Monseigneur Charles-François-Joseph Pisani de la Gaude, évêque de Vence[32].
- L'église est bâtie en briques sur assises de pierres appareillées ; elle est précédée d'une façade néoclassique en briques et pierres. De part et d'autre du portail, deux pilastres à bossage plat soutiennent un attique cantonné de deux ailerons appareillés, et percé d'une fenêtre cintrée aujourd'hui obstruée et surmontée d'un fronton triangulaire de pierre. De 1877 à 1879, des travaux permirent la réfection du clocher et modifièrent le dessin primitif de la façade[33] ; la façade est aujourd'hui cantonnée à deux chapelles, l'une abritant traditionnellement les fonts baptismaux et l'autre un confessionnal. Le portail est précédé d'une tribune portée par trois arches monumentales légèrement surbaissées. Le chœur, de dimensions réduites, se compose de trois travées qui répondent à celles de la nef. Une sacristie, construite au chevet de la nef, est accessible à partir du chœur, grâce à un petit couloir longeant le mur gouttereau.
- Dans le chœur se trouve la plate-tombe de Louis de Canouville[34], seigneur de Criquetot, chevalier de l'ordre de Saint-Louis, gentilhomme de la chambre du roi, mort en mars 1618[32].
- Les vitraux[35] furent réalisés par le maître-verrier ébroïcien Duhamel-Marette[36] qui projetait la réalisation de verrières pour les chapelles de la Vierge et de saint Sébastien ; ils représentent la Nativité, le martyre de sainte Barbe, saint Germain détruisant les idoles, l'Ascension, l'apparition de la Vierge à Lourdes à Bernadette Soubirous et rue du Bac à Catherine Labouré[37].

## Personnalités liées à la commune
- Pierre Robert Le Roux d'Esneval (1716-1788), magistrat, président à mortier au parlement de Normandie.